# Boris Oevarov (schaatser)
Boris Oevarov (Oekraïens: Борис Уваров), 2 september 1972) is een voormalig Oekraïense langebaanschaatser. Zijn naam wordt soms ook als Boris Uvarov geschreven.
Oevarov nam drie keer deel aan de Europese - en wereldkampioenschappen allround. Hoewel hij bij het WK junioren van 1992 maar net naast het podium eindigde, wist hij bij de senioren geen aansprekende resultaten te behalen.

## Persoonlijke records
| Afstand      | Tijd     | Datum           | Baan     |
| ------------ | -------- | --------------- | -------- |
| 500 meter    | 39,15    | 27 januari 1993 | Kiev     |
| 1000 meter   | 1.18,60  | 14 maart 1992   | Kiev     |
| 1500 meter   | 1.55,90  | 8 januari 1994  | Hamar    |
| 3000 meter   | 4.09,47  | 8 december 1989 | Alma-Ata |
| 5000 meter   | 6.57,82  | 7 januari 1994  | Hamar    |
| 10.000 meter | 15.35,75 | 30 januari 1993 | Kiev     |

## Resultaten
| Jaar | EK Allround | WK Allround | WK junioren |
| ---- | ----------- | ----------- | ----------- |
| 1992 |             |             | 4e          |
| 1994 | NC18e       | NC27e       |             |
| 1995 | NC16e       | NC24e       |             |
| 1997 | NC20e       | NC32e       |             |

NC18e = niet gekwalificeerd voor de laatste afstand, maar wel als 18e geklasseerd in de eindrangschikking